# Paco Escribano
Paco Escribano, eigentlich Rafael Taváres Labrador, (* 18. Juli 1917 in Santiago de los Caballeros; † 18. Juli 1960) war ein dominikanischer Humorist und Entertainer, der unter seinem Künstlernamen (nach der spanischen Sängerin Paquita Escribano) als „El rey del disparate“ bekannt wurde.
Labrador debütierte bereits 1929 im Alter von 12 Jahren in Papito Riveras Programm beim Radiosender R.I.1.A. in Santiago und 1930 am Teatro Independencia sowie in Programmen von Vitelio Morillo und Ana Pieter. Er konzentrierte sich auf die Arbeit im Rundfunk und wurde bei Julio García Alardos Sender H.I.8.K. mit Sketchen wie Pin-pan, fuego, Una viuda sin sostén, El mechón de Tongolele, Yo soy Filomeno, Para darle gusto al pico und Aquí está Migdalia.
Später erhielt er die Lizenz, einen eigenen Rundfunksender zu betreiben, den er Radio Escribano, La Voz de la Alegría nannte. In Stücken wie La bola de cristal und Cero Invasión verspottete er das Regime des Diktators Trujillo, was ihm nicht zuletzt dadurch ermöglicht wurde, dass er unter dem Schutz der Mutter des Diktators, Julia Molina, stand. Als er 1960 an einem akuten Nierenversagen starb, gab es Gerüchte, er sei von Schlägern Trujillos ermordet worden. Erhalten sind Aufnahmen Paco Escribanos von Baldomero tuerce botas, Bola de cristal und Carnet social.